# Immortelle des neiges
Pour plus de détails, voir Fiche technique et Distribution.
Immortelle des neiges (Floarea reginei) est un film roumain réalisé par Paul Călinescu, sorti en 1946.

## Fiche technique
- Titre : Immortelle des neiges
- Titre original : Floarea reginei
- Réalisation : Paul Călinescu
- Scénario : Paul Călinescu
- Musique : Paul Constantinescu
- Photographie : Ovidiu Gologan et Wilfried Ott
- Montage : Paul Călinescu
- Pays :  Roumanie
- Genre : Fantastique
- Dates de sortie : 
  -  Roumanie : 1er novembre 1946

## Distribution
- Ioana Calinescu : Baba Coaja
- Ileana Niculescu : Alba
- Taian Vrajba : Profirie

## Distinctions
Le film a été présenté en sélection officielle en compétition au Festival de Cannes 1946.